# 萱島駅
萱島駅（かやしまえき）は大阪府寝屋川市萱島本町にある、京阪電気鉄道京阪本線の駅。駅番号はKH16。第2回近畿の駅百選に選定されている。

## 概要
天満橋駅から続く複々線区間は、この駅を少し過ぎたところの寝屋川信号所で終わる。寝屋川信号所は寝屋川車庫とも繋がっているため、大阪方面からの折り返し列車（区間急行・普通）が、終日に渡って多数設定されている。また、準急はこの駅から京都方に各駅に停車する。

## 歴史

### 由来・エピソード
萱島という地名は、茅や葦といった植物が育っていた寝屋川の中州から来ている。江戸時代に開拓され、作物を作っていたことから「萱島流作新田」と呼称されたが、1910年に「萱島流作」と改名された。もともと1軒も家がなく、付近の村々から耕作に来ていたが、次第に人が移り住むようになっていった。
また、駅建設時には「（萱島）駅が出来ると、若い衆が町に遊びに行くようになる」という理由で駅の所在地について村同士のなすり合いになった結果、川の真上に駅を作ったというエピソードがある。

### 年表
- 1910年（明治43年）4月15日：京阪本線開通と同時に開業する。
- 1943年（昭和18年）10月1日：会社合併により京阪神急行電鉄の駅となる。
- 1949年（昭和24年）12月1日：会社分離により京阪電気鉄道の駅となる。
- 1962年（昭和37年）2月27日：構内旅客通路を新設下りホームを大阪側1箇所に[2]
- 1968年（昭和43年）10月5日：構内旅客通路を廃止し、上り改札口を新設する[2]。
- 1969年（昭和44年）
  - 8月10日：列車接近自動放送装置の使用を開始する[3]。
  - 8月14日：構内一般地下道が竣工。使用を開始する[2]。
- 1972年（昭和47年）11月28日：高架複々線化工事の起工式が挙行される[4]。
- 1973年（昭和48年）4月11日：萱島駅の高架工事の設計変更が認可され、御神木のクスノキが残されることとなる[4]。
- 1977年（昭和52年）7月24日：下り線（大阪行き）が高架化され、クスノキの聳える大阪行きホームの使用を開始する[4]。
- 1978年（昭和53年）7月30日：上り線（京都行き）が仮高架化される（現在の大阪行きA線を使用）[4]。
- 1980年（昭和55年）
  - 2月3日：上り線（京都行き）ホームが完成し使用を開始する。門真市〜萱島間の京都行きが2線化され、緩急分離される[4]。
  - 3月16日：下り線（大阪行き）が2線化、緩急分離され、高架複々線化が完了する[4]。
  - 3月23日：複々線化に伴うダイヤ改正で準急停車駅となる[4]。
- 1983年（昭和58年）
  - 10月14日：第3回大阪都市景観建築賞の「奨励賞」を受賞する[5]。
  - 10月24日：有料駐輪場「駐輪センター」の営業を開始する[6]。
  - 12月10日：高架下の大阪側にショッピングゾーン「エル萱島」が開業する[7]。
- 1984年（昭和59年）11月18日：高架下の京都側にショッピングゾーン「エル萱島東」が開業する[7]。
- 1985年（昭和60年）5月26日：「東駐輪場」の営業を開始する[8]。
- 1991年（平成3年）3月5日：大阪みどりのトラスト協会の手でクスノキの手入れが行われる[9]。
- 1992年（平成4年）7月中旬：ホームにある4箇所の待合室を冷房化する[10]。
- 1994年（平成6年）7月1日：「北駐輪センター」の営業を開始する[9]。
- 2001年（平成13年）9月21日：第2回近畿の駅百選に選定される。
- 2006年（平成18年）12月25日：東改札口に身体障害者対応エレベーターとオストメイト対応の多目的トイレ・ホーム異常通報装置を設置する[11]。
- 2007年（平成19年）6月17日：発車メロディの使用を開始する。
- 2018年 (平成30年) 7月30日：7時57分駅構内で電車のパンタグラフ破損事故発生、一時京阪線運転見合わせ。9時36分応急処置をして寝屋川車庫へ回送途中で破損したパンタグラフが電車線に接触ショートして停電する[12]。
- 2019年（平成31年）2月末：2番線ホームに「注意喚起シート」を設置[13]。
- 2020年（令和2年）
  - 3月16日：駅耐震補強工事竣工、使用開始[14]。
  - 3月31日：西口トイレリニューアル工事竣工、使用開始。女性用トイレにパウダーコーナーを設置、男女とも個室は洋式に[14]。
- 2025年（令和7年）
  - 2月22日：2番線ホームで可動式ホーム柵の使用を開始。
  - 3月8日：3番線ホームで可動式ホーム柵の使用を開始。

## 駅構造

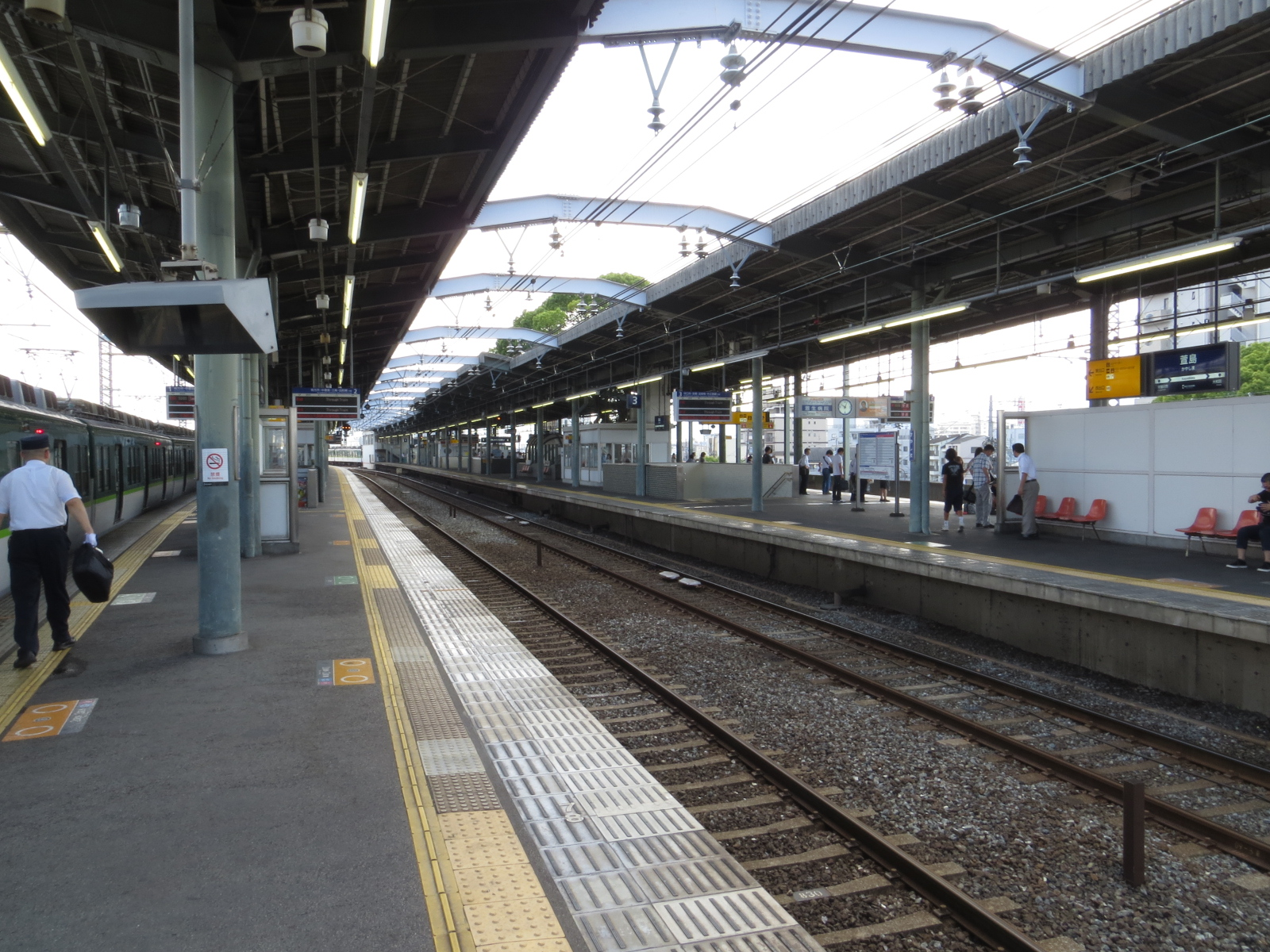
ホーム（2013年7月）

島式2面4線のホームを持つ高架駅で、駅のほぼ中央で寝屋川をまたいでいる。改札口は地平にあり、東西1箇所ずつ設置されている。
バリアフリー対策として東口に身体障害者対応エレベーターおよび、車椅子・オストメイト対応の多目的トイレが設置されている。
2019年から駅構内の耐震補強工事が行われていたが、2020年3月に完成した。

### のりば
| 番線 | 路線      | 方向 | 行先                       |
| ---- | --------- | ---- | -------------------------- |
| 1・2 | ■京阪本線 | 上り | 枚方市・三条・出町柳方面   |
| 3・4 | ■京阪本線 | 下り | 京橋・淀屋橋・中之島線方面 |

- ホーム有効長は8両。当駅は複々線区間における東端の駅であるため、大阪方では主本線（2番線と3番線）がA線に、待避線（1番線と4番線）がB線にそれぞれ接続し、京都方では待避線が寝屋川信号所および寝屋川車庫につながっている。なお、同車庫を出庫した列車は3番線に入ることはできない。

### クスノキ
3・4番線ホームには、推定樹齢700年のクスノキが、ホームと屋根を突き抜けて生えている。このクスノキは萱島神社の御神木で、1972年の土居 - 寝屋川信号所間の高架複々線化に伴う駅の高架化工事に際し伐採される予定だったが、寝屋川市民に親しまれていることから保存を望む声が上がり、残されることになったものである。
プラットホームに緑を添えたことで、1983年には駅は大阪都市景観建築賞奨励賞を受賞している。また木自体も「大阪みどりの百選」に選ばれている。樹齢700年と言われる古木で、老化立ち枯れの心配もされている。平成に入り大阪府庁の「緑化推進・自然保護政策」の一環で行われた古木の樹木診断で『保存治療の必要有り』と判定され、1991年に「財団法人大阪みどりのトラスト協会」により手入れが行われた。

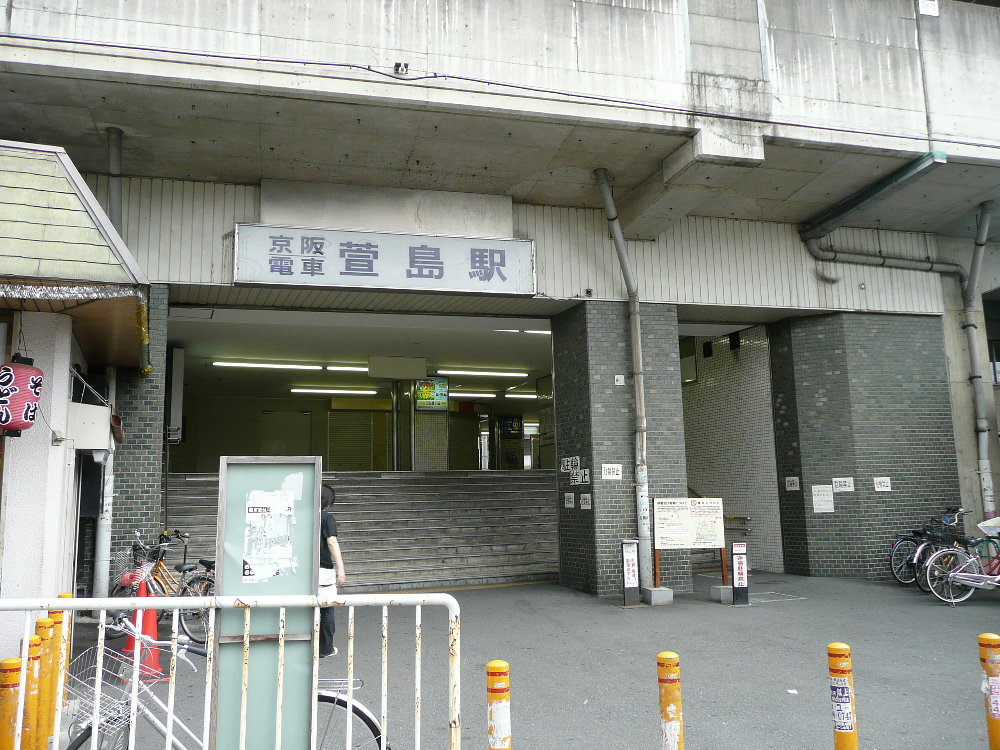
西改札口 南側出入口（2007年9月）
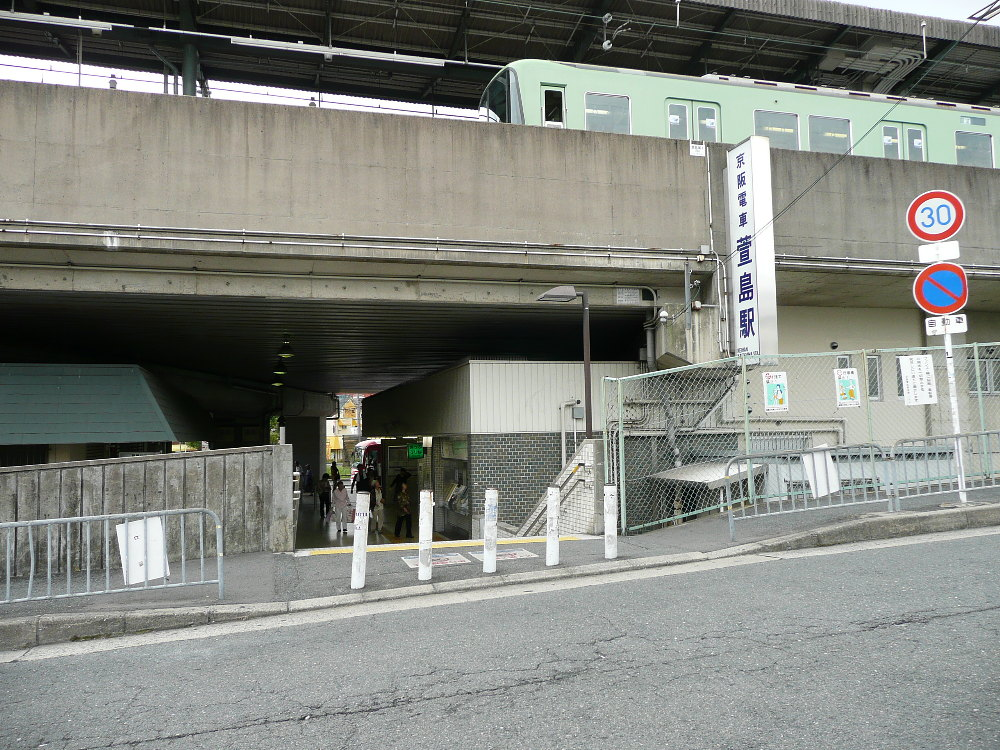
東改札口 北側出入口（2007年9月）
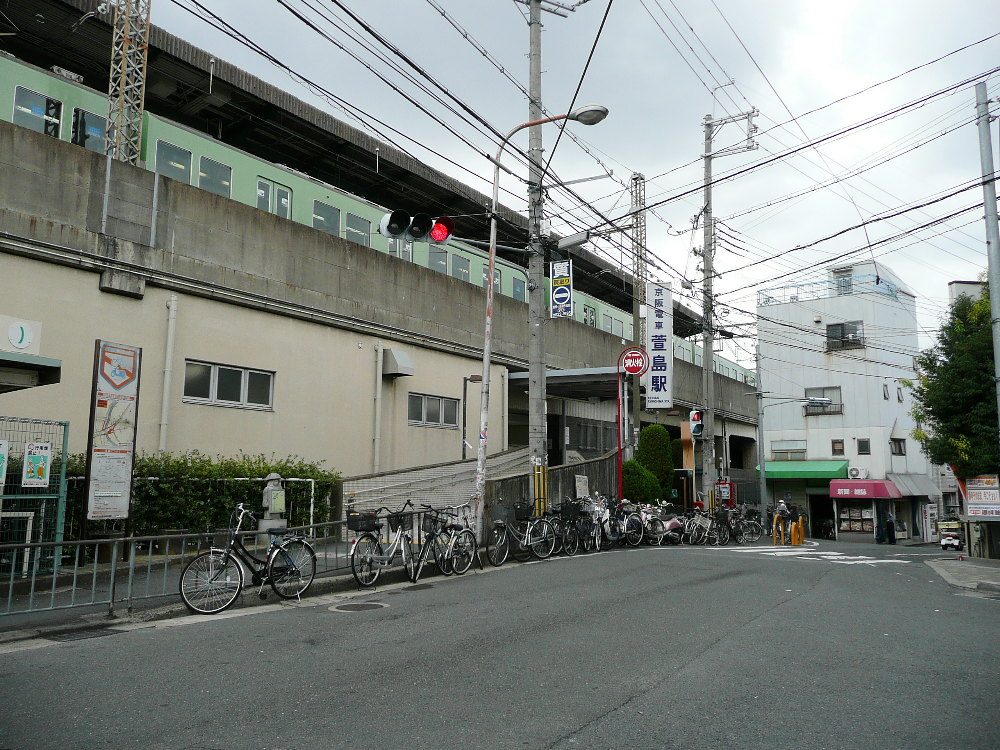
西改札口 北側出入口（2007年9月）
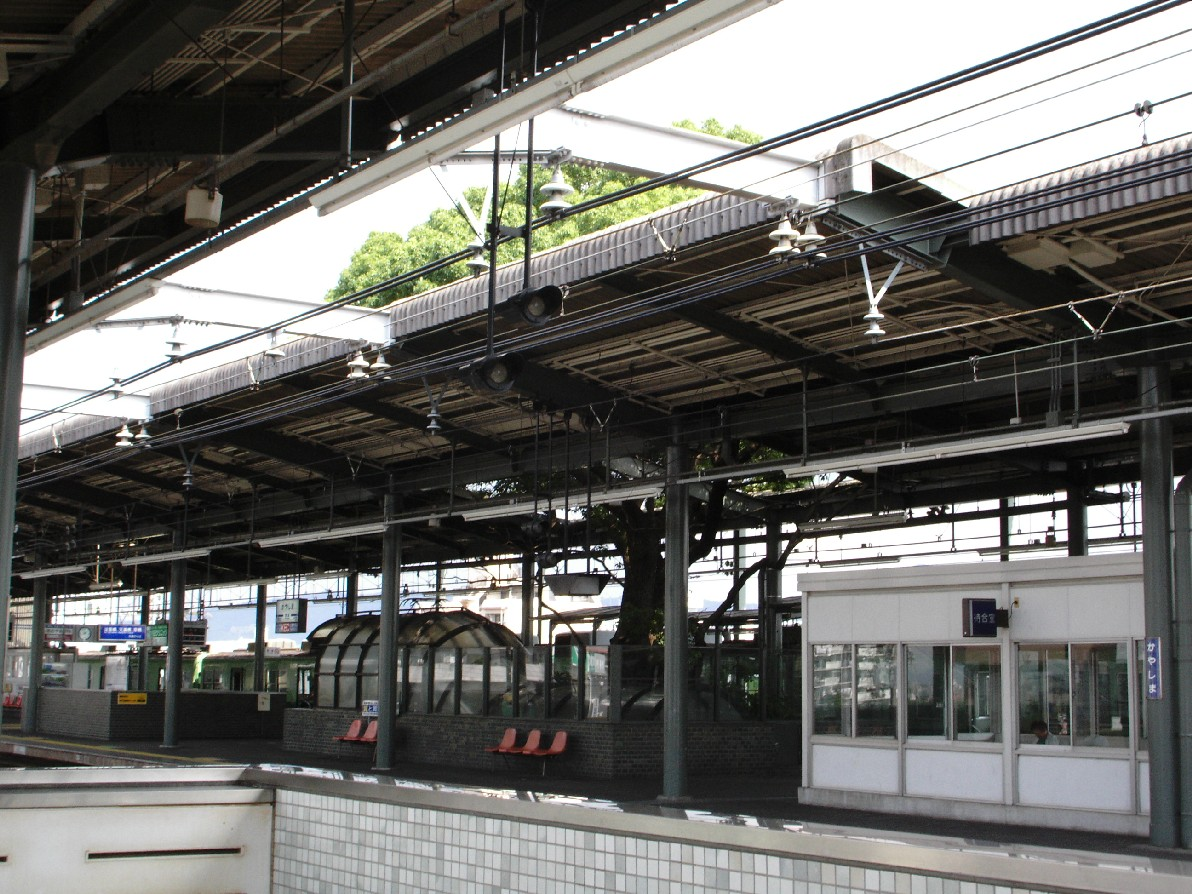
ホームに茂るクスノキ（2006年8月）

### モニュメント
土居駅 - 寝屋川信号所間の高架複々線化工事の完成を記念して富樫実作の「波形」が駅構内に設置されている。また大阪行きホームのクスノキの囲うコンクリート製の手すりに1983年（昭和58年）「第3回大阪都市景観建築賞」の『奨励賞』が授与された事を示すプレートがはめ込まれている。

## ダイヤ
当駅発着の区間急行・普通はほとんどの列車が準急（平日朝ラッシュ時の下りは通勤準急）と接続する。
原則として、区間急行・普通は1・4番線、通勤準急・準急は2・3番線に入線する。ただし、早朝には2・3番線に入線する区間急行・普通が設定されている。また、朝夕に設定されている当駅で快速特急「洛楽」・特急・ライナーを待避する準急は1・4番線に入線する。
2007年6月17日の案内放送更新にあわせて発車メロディが導入されている。

## 利用状況
2022年（令和4年）度のある特定日における1日乗降人員は24,194人（乗車人員：12,260人、降車人員：11,934人）である。
近年の特定日における1日乗降・乗車人員は下表の通りである。
| 年度               | 特定日   | 特定日   | 特定日   | 出典        |
| 年度               | 調査日   | 乗降人員 | 乗車人員 | 出典        |
| ------------------ | -------- | -------- | -------- | ----------- |
| 1990年（平成02年） | 11月06日 | 38,407   | 19,585   | [ 統計 1 ]  |
| 1991年（平成03年） | -        | -        | -        |             |
| 1992年（平成04年） | 11月10日 | 39,492   | 20,077   | [ 統計 2 ]  |
| 1993年（平成05年） | -        | -        | -        |             |
| 1994年（平成06年） | -        | -        | -        |             |
| 1995年（平成07年） | 11月21日 | 37,947   | 19,794   | [ 統計 3 ]  |
| 1996年（平成08年） | -        | -        | -        |             |
| 1997年（平成09年） | -        | -        | -        |             |
| 1998年（平成10年） | 11月10日 | 34,717   | 17,502   | [ 統計 4 ]  |
| 1999年（平成11年） | -        | -        | -        |             |
| 2000年（平成12年） | 11月07日 | 31,365   | 16,193   | [ 統計 5 ]  |
| 2001年（平成13年） | -        | -        | -        |             |
| 2002年（平成14年） | 12月10日 | 29,640   | 15,195   | [ 統計 6 ]  |
| 2003年（平成15年） | 10月28日 | 29,644   | 15,127   | [ 統計 7 ]  |
| 2004年（平成16年） | 11月09日 | 29,714   | 15,151   | [ 統計 8 ]  |
| 2005年（平成17年） | 11月08日 | 29,799   | 15,175   | [ 統計 9 ]  |
| 2006年（平成18年） | 11月07日 | 28,552   | 14,606   | [ 統計 10 ] |
| 2007年（平成19年） | 11月13日 | 28,168   | 14,366   | [ 統計 11 ] |
| 2008年（平成20年） | 11月11日 | 27,833   | 14,134   | [ 統計 12 ] |
| 2009年（平成21年） | 11月10日 | 26,840   | 13,620   | [ 統計 13 ] |
| 2010年（平成22年） | 11月09日 | 26,687   | 13,576   | [ 統計 14 ] |
| 2011年（平成23年） | 11月01日 | 26,303   | 13,384   | [ 統計 15 ] |
| 2012年（平成24年） | 10月31日 | 26,035   | 13,269   | [ 統計 16 ] |
| 2013年（平成25年） | 11月12日 | 26,086   | 13,254   | [ 統計 17 ] |
| 2014年（平成26年） | 11月11日 | 26,382   | 13,417   | [ 統計 18 ] |
| 2015年（平成27年） | 11月10日 | 26,341   | 13,405   | [ 統計 19 ] |
| 2016年（平成28年） | 11月08日 | 25,981   | 13,167   | [ 統計 20 ] |
| 2017年（平成29年） | 11月07日 | 27,051   | 13,752   | [ 統計 21 ] |
| 2018年（平成30年） | 11月06日 | 27,417   | 13,910   | [ 統計 22 ] |
| 2019年（令和元年） | 11月12日 | 27,841   | 14,088   | [ 統計 23 ] |
| 2020年（令和02年） | 11月10日 | 24,349   | 12,334   | [ 統計 24 ] |
| 2021年（令和03年） | 11月09日 | 23,614   | 12,058   | [ 統計 25 ] |
| 2022年（令和04年） | 11月08日 | 24,194   | 12,260   | [ 統計 26 ] |

## 駅周辺
- 萱島神社 - 駅の高架下、ホームに茂るクスノキの根元にある。高架複々線化が完成した1980年（昭和55年）の夏に再興された。
- 寝屋川
- 寝屋川萱島郵便局
- 萱島生野病院
- 萱島シティ・ステーション（寝屋川市萱島支所）
  - いわゆる市役所の出張所で、寝屋川市ではシティ・ステーションと呼称。
- 島頭天満宮
- 府営門真上島住宅
- 友呂岐緑地
- 日新商店街（ラリーモール日新）
- 大阪国際大学守口キャンパス（大和田幼稚園、中学校・高等学校を併設）

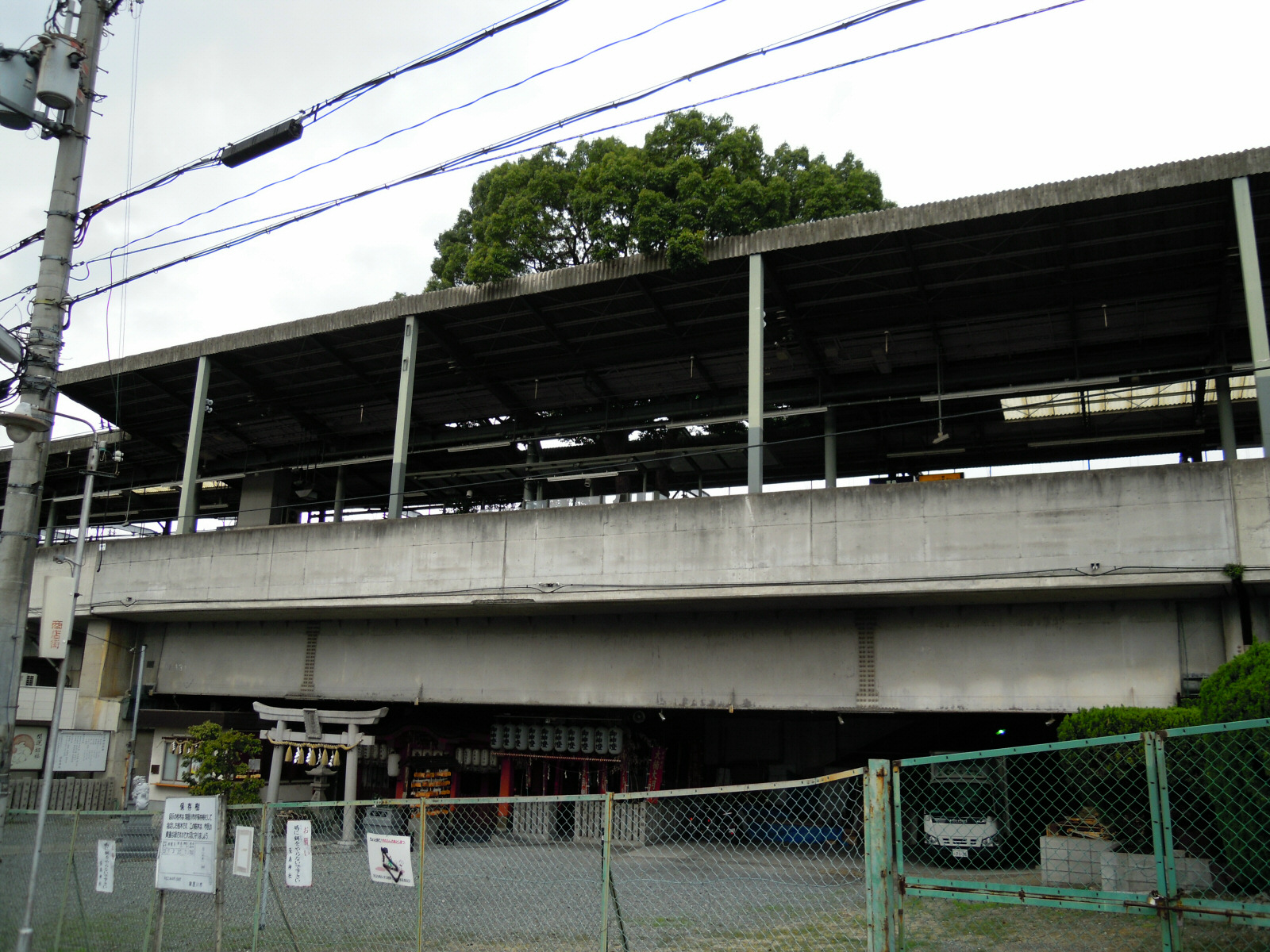
萱島神社（2012年5月、クスノキの根元にある）
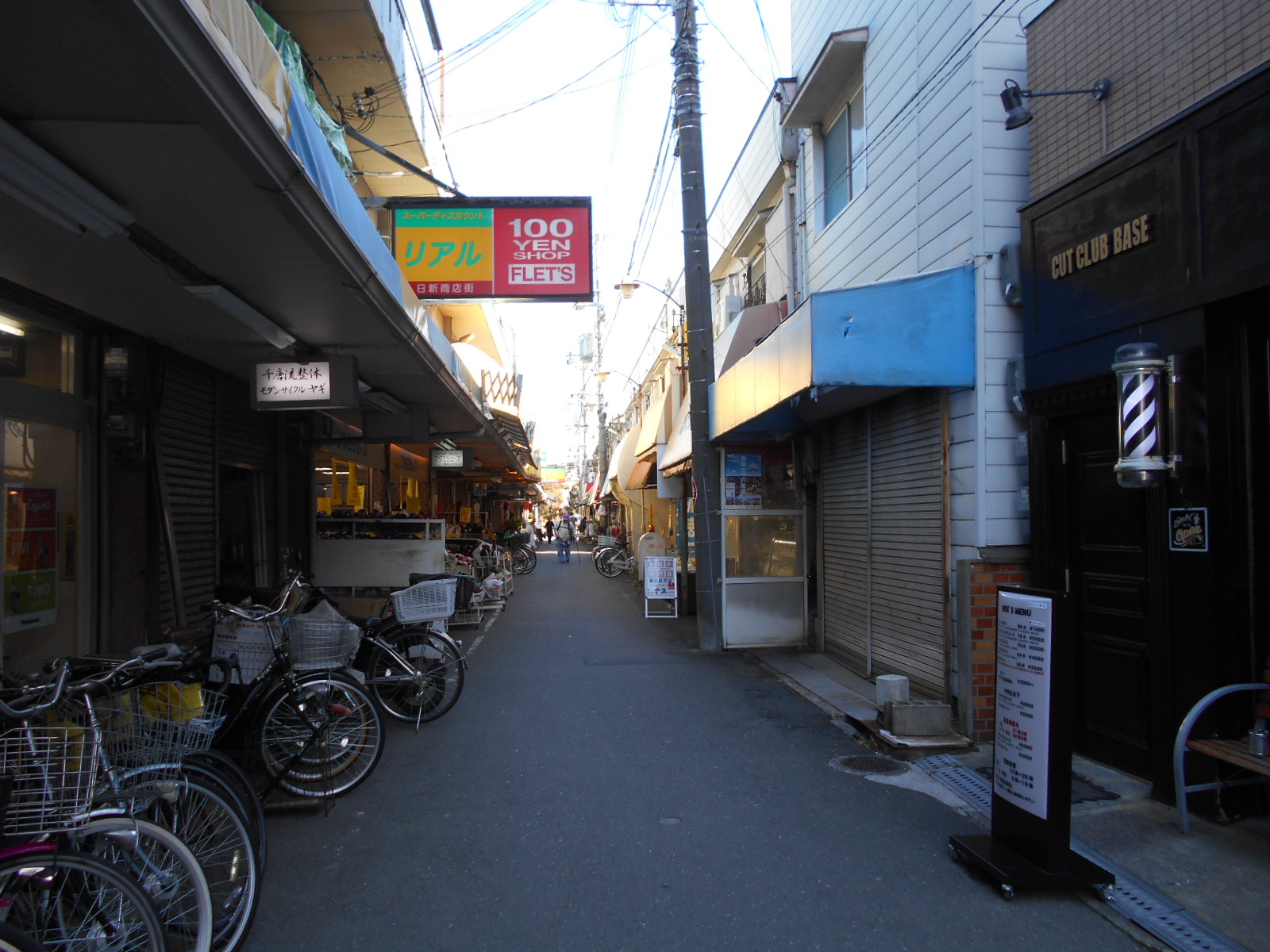
日新商店街（2020年3月、駅西側）

## バス路線
京阪バスと近鉄バスが駅西側（府道149号木屋門真線上、門真市域側）に乗り入れる。他に、2024年度からは京阪バスが撤退した路線を運行する寝屋川市の交通事業「ねやBUS」が駅前ロータリーに乗り入れている。

### 京阪バス
停留所名は「京阪萱島駅前」で、寝屋川営業所の管轄。
| のりば | 路線名 | 系統・行先                              | 備考                     |
| ------ | ------ | --------------------------------------- | ------------------------ |
| 北行き | 高柳線 | 14号経路：寝屋川市駅（東口）/寝屋川車庫 | 最終便は寝屋川車庫止まり |
| 南行き | 高柳線 | 14号経路：京阪大和田駅                  |                          |

### 近鉄バス
停留所名は「萱島」で、稲田営業所の管轄。当停留所発着のため、のりばは南行きのみ。駅北側に回転場が設置されており、そこで折り返しを行う。
| 路線名 | 系統・行先         | 備考                                   |
| ------ | ------------------ | -------------------------------------- |
| 萱島線 | 39番：近鉄八尾駅前 | 平日4本のみ                            |
| 萱島線 | 40番：JR住道       | JR住道で荒本・八尾方面への乗継制度あり |

## 当駅を舞台とする作品
- 『悪だくみは木の上で』 -  喜多尚江の中編漫画。
- 『京阪萱島駅』- UnblockのCDアルバム作品。

## 隣の駅
京阪電気鉄道
京阪本線
■快速特急「洛楽」・□ライナー・■特急・■通勤快急・■快速急行・■急行
通過
■通勤準急（平日下りのみ運転、当駅まで各駅に停車）
京橋駅 (KH04) ← 萱島駅 (KH16) ← 寝屋川市駅 (KH17)
■準急（当駅から京都方面は各駅に停車）
守口市駅 (KH11) - 萱島駅 (KH16) - 寝屋川市駅 (KH17)
■区間急行・■普通
大和田駅 (KH15) - 萱島駅 (KH16) - （寝屋川信号所） - 寝屋川市駅 (KH17)
- 括弧内は駅番号を示す。